# Ituango-Talsperre
Die Ituango-Talsperre, auf Spanisch landesüblich Hidroituango genannt, ist ein in Bau befindliches Talsperrenprojekt am Mittellauf des Río Cauca bei Ituango im Departamento de Antioquia in Kolumbien.
Der Hauptzweck des Projekts ist Wasserkraftgewinnung, das Wasserkraftwerk soll eine installierte Leistung von 2400 MW bekommen. Vorbereitende Arbeiten an der Talsperre begannen im September 2011 und das Kraftwerk soll 2018 in Betrieb gehen. Bei Fertigstellung wird es das größte Kraftwerk in Kolumbien sein.

## Hintergrund
Eine Machbarkeitsstudie wurde 1983 ausgeführt, aber das Projekt wurde in den 1990er Jahren wegen einer Wirtschaftskrise zurückgestellt. Die endgültigen Entwürfe für das Projekt wurden 2008 beendet und am 8. Juli 2011 wurde der Auftrag vergeben. Vorbereitende Arbeiten (Vermessung, Straßen, Brücken, Umleitungsstollen) begannen im September 2011 und wurden 2013 beendet. Die Hauptarbeiten haben danach begonnen. Die Projektentwicklung liegt bei EPM Ituango, ein Konsortium von Empresas Publicas de Medellín (EPM) und der Regierung von Antioquia. Die Gesamtkosten werden auf 2,8 Milliarden US$ geschätzt.

## Bauwerk

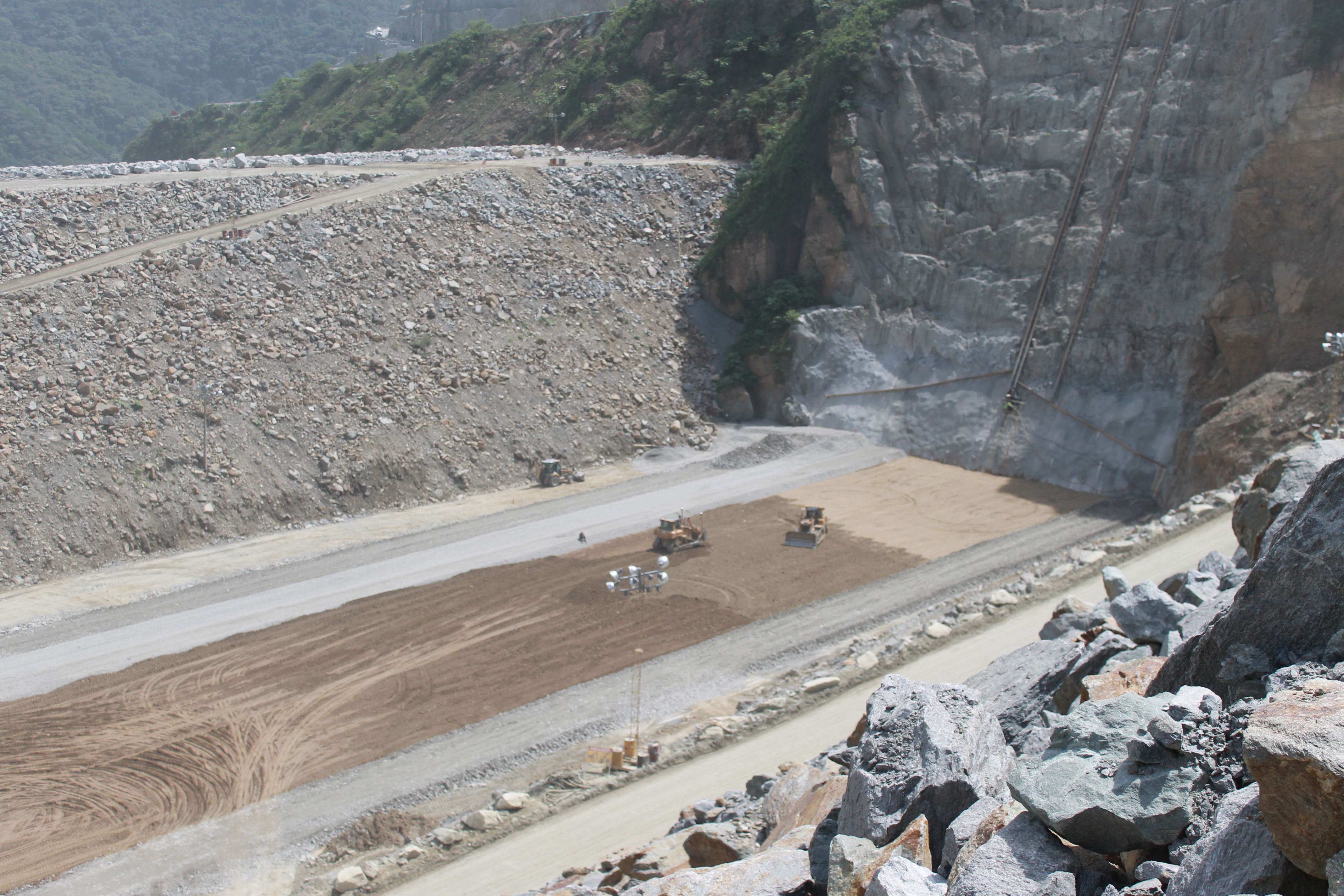
Staudamm Ituango mit Tonkern, ca. 60 % der endgültigen Höhe

Als Absperrbauwerk wird ein 225 m hoher Erdschüttdamm mit einem Tonkern gebaut. Die Kubatur des Staudamms wird 19 Millionen m³ umfassen. Der Stausee wird einen Stauraum von 2720 Mio. m³ haben, von denen 980 Mio. m³ zur Erzeugung von Strom zur Verfügung stehen. Er wird 127 km lang sein und eine Fläche von 38 km² bedecken. Zum Steuern des Wasserstandes wird die Talsperre eine Hochwasserentlastung mit vier Radialverschlüssen mit einer Abfuhrleistung von 22.600 m³/s bekommen. Das Wasserkraftwerk wird als Kavernenkraftwerk errichtet, arbeitet mit einer Fallhöhe von 197 m und bekommt acht 307-MW-Francis-Turbinen und Generatoren mit vertikaler Wellenanordnung. Es ist geplant, jährlich durchschnittlich 9200 GWh Strom zu produzieren.

## Unglück 2018
Ende April 2018 stürzte durch starke Regenfälle und Erdrutsche ein Umgehungstunnel, der eigentlich das Wasser des Río Cauca an der Baustelle vorbeiführen soll, teilweise ein und wurde blockiert, was zu einem unkontrollierten Ansteigen des Seepegels führte. Der Staudamm war zu diesem Zeitpunkt noch nicht bis zur endgültigen Höhe fertiggestellt, wodurch der bereits vorhandene, reguläre Betriebsüberlauf auf dem Höhenniveau der künftigen Dammkrone nicht zum Abführen des Wassers benutzt werden konnte. Weitere Umgehungstunnel aus der früheren Bauphase waren bereits mit einem Betonpfropf verschlossen. Nachdem ein notfallmäßiges Öffnen dieser Betonverschlüsse durch Sprengungen nicht gelungen ist, wurde ab dem 10. Mai 2018 ein Teil des Wassers über die Turbinenzuläufe durch die im Bau befindliche Kraftwerkskaverne abgeleitet. Da ein Überströmen des noch nicht fertigen Dammes zu dessen Einsturz und damit zu einer Flutkatastrophe geführt hätte, wurden Evakuierungen angeordnet. Im Falle eines Totalversagens des Sperreinbauwerkes wären 100.000 Menschen betroffen gewesen. Vom Gouverneur der Provinz Antioquia, Luis Pérez, wurde der Notstand ausgerufen. Durch die Entscheidung, das Hochwasser durch die nur teilweise fertiggestellte Maschinenhalle abzuleiten, wurden drastische Schäden an der dort bereits installierten Maschinenausstattung erwartet; ebenso hätte der für Dezember 2018 geplante Zeitpunkt zur Aufnahme der Stromproduktion nicht eingehalten werden können.
Am 20. Mai 2018 konnte durch intensive Arbeitsbemühungen rund um die Uhr auf der Baustelle der Dammkrone die Höhenkote 407 m erreicht werden. Ab der am 24. Mai 2018 erreichten Kote 410 m war es möglich, das angestaute Wasser regulär über den fertiggestellten Hochwasserüberlauf abzulassen, wodurch eine gewisse Entspannung für die Situation am Sperreinbauwerk eingetreten ist. Gefahr für die Unterleger besteht weiterhin in der Form, dass der teilweise eingestürzte Umgehungstunnel seine natürliche Blockade durchbricht und sich eine Flutwelle in den Unterlauf ergießt.